# Фридрих I фон Хенеберг-Ашах
Фридрих I фон Хенеберг-Ашах (на немски: Friedrich I von Henneberg-Aschach; * 1367; † 24 септември 1422) от рода на Хенебергите е граф на Хенеберг-Ашах (1403 – 1422).

## Произход
Той е син на граф Херман V фон Хенеберг-Ашах († 1403) и втората му съпруга Агнес фон Шварцбург († 1399), дъщеря на граф Гюнтер XXI фон Шварцбург-Бланкенбург и Елизабет фон Хонщайн. Брат е на Херман VI († 1416) и на Елизабет, омъжена за граф Томас II фон Ринек († 1431).
Фридрих е погребан в Клостер Фесра.

## Фамилия
На 4 май 1393 г. Фридрих се жени за графиня Елизабет фон Хенеберг-Шлойзинген (* пр. 1380; † 14 ноември 1444), най-възрастната дъщеря на граф Хайнрих XI фон Хенеберг-Шлойзинген (1352 – 1405) и Матилда фон Баден (1368 – 1425), дъщеря на маркграф Рудолф VI фон Баден († 1372) и графиня Матилда фон Спонхайм († 1410). Те имат децата:
- София фон Хенеберг (* 1395; † сл. 14 декември 1441), омъжена пр. 26 януари 1413 г. за граф Михаел I фон Вертхайм († 25 юли 1440)
- Георг фон Хенеберг-Рьомхилд (* ок. 1396; † 25 юли 1465), граф на Хенеберг-Рьомхилд-Ашах (1422 – 1465), женен I. Катарина фон Вертхайм († 23 март 1419), II. на 22 юни 1422 г. във Вормс с Йохана (Йоханета) фон Насау-Саарбрюкен-Вайлбург († 1 февруари 1481, Рьомхилд)
- Ото фон Хенеберг († 10 януари 1407)
- Елизабет фон Хенеберг († сл. 29 юни 1417)